# Anton Probsthan
Adam Johann Anton Friedrich Probsthan, nicht Adam Probsthan (* 13. Januar 1792 in Strelitz; † 31. Dezember 1882 in Fürstenberg/Havel) war ein deutscher evangelischer Theologe und Pädagoge. 1815 gehörte er zu den Gründern der Urburschenschaft.

## Leben
Anton Probsthan war ein Sohn des evangelischen Theologen und Ersten Pastors in Strelitz Johann Christian Probsthan (1768–1842) und dessen erster Frau Caroline Henriette, geb. Pfitzner († 1810). Der Burschenschafter und evangelische Pfarrer Carl Loholm (1795–1880) und der Pädagoge und preußischer Provinzialschulrat Adolf Giesebrecht wurden später seine Schwager.
Probsthan wuchs ab 1801 bei den Großeltern auf, besuchte zunächst ab 1806 die Domschule in Halberstadt. 1808 kehrte er nach Mecklenburg zurück und besuchte das Gymnasium Carolinum in Neustrelitz, wo er Michaelis 1811 das Abitur bestand.
Ab 1811 studierte er Evangelische Theologie an der Universität Jena. 1812 wurde er Mitglied der Corpslandsmannschaft Vandalia Jena. Am 16. März 1813 ritt Probsthan mit weiteren Vandalen von Jena nach Breslau und schloss sich dort, am 25. März angekommen, den Lützower Jägern als Freiwilliger an. Er war Augenzeuge des Todes von Theodor Körner im Forst Rosenow bei Lützow (Mecklenburg) und einer derjenigen, die ihn in Wöbbelin beerdigten. 1814 wurde er Mitglied der Jenaer Wehrschaft, einer studentischen Landwehreinheit. 1815 gehörte er mit acht anderen Angehörigen der Vandalia zu den elf Stiftern der Urburschenschaft in Jena. Er beendete sein Studium an Michaelis 1815.
In den Jahren 1816/1817 wurde er zunächst, wie zu dieser Zeit für Theologen nicht unüblich, Hauslehrer beim Forstrat von Haugwitz. 1818 wurde Probsthan zum Rektor der Stadtschule in der damals zu Mecklenburg-Strelitz gehörenden Landstadt Fürstenberg bestellt. 1851 wurde er in der Restaurationsphase frühzeitig mit Jahresbezügen von 700 Talern pensioniert, nachdem seine Wahl zum örtlichen Pastor wegen seiner kirchenkritischen Haltung vom Konsistorium nicht bestätigt worden war, er aber auch als Pädagoge nicht mehr im Schuldienst gehalten werden sollte.
Im Ruhestand korrespondierte er mit Emil Peschel. Ihn unterstützte er bei der Einrichtung des Körner-Museums in Dresden und bei der Abfassung der Biographie Theodor Körner und die Seinen. Von ihm stammt einer der drei (die anderen sind von Fritz Helfritz und Ferdinand Zenker) von Peschel als authentisch erachteten Berichte zu Körners Tod. Er schloss diesen Bericht an Peschel mit den Worten:

„Alle Berichte, die ich über seinen Tod gelesen, namentlich die der bekannten Gartenlaube sind falsch.“

Ein Schrank im Museum verwahrte Uniform- und Waffenstücke ehemaliger Lützower Kameraden, vorzüglich die von Anton Probsthan. Die Bestände des Körner-Museums, soweit sie den Zweiten Weltkrieg überstanden, sind an das Stadtarchiv Dresden übergegangen.
Seit 1821 war er verheiratet mit Sofie (Mathilde) Christine, geb. Groth (* 1797), der Tochter des Zweiten Pastors in Strelitz Christian Friedrich Groth. Das Paar konnte 1881 das seltene Fest der Diamantenen Hochzeit feiern. Zu diesem Anlass übersandte ihm das Körner-Museum ein Prachtalbum mit photographischen Nachbildungen aus dem Museum unter der Widmung Scharnhorsts heilige Scharen und Theodor Körners Manen ihrem Anton Probsthan.

## Genesis der deutschen Trikolore

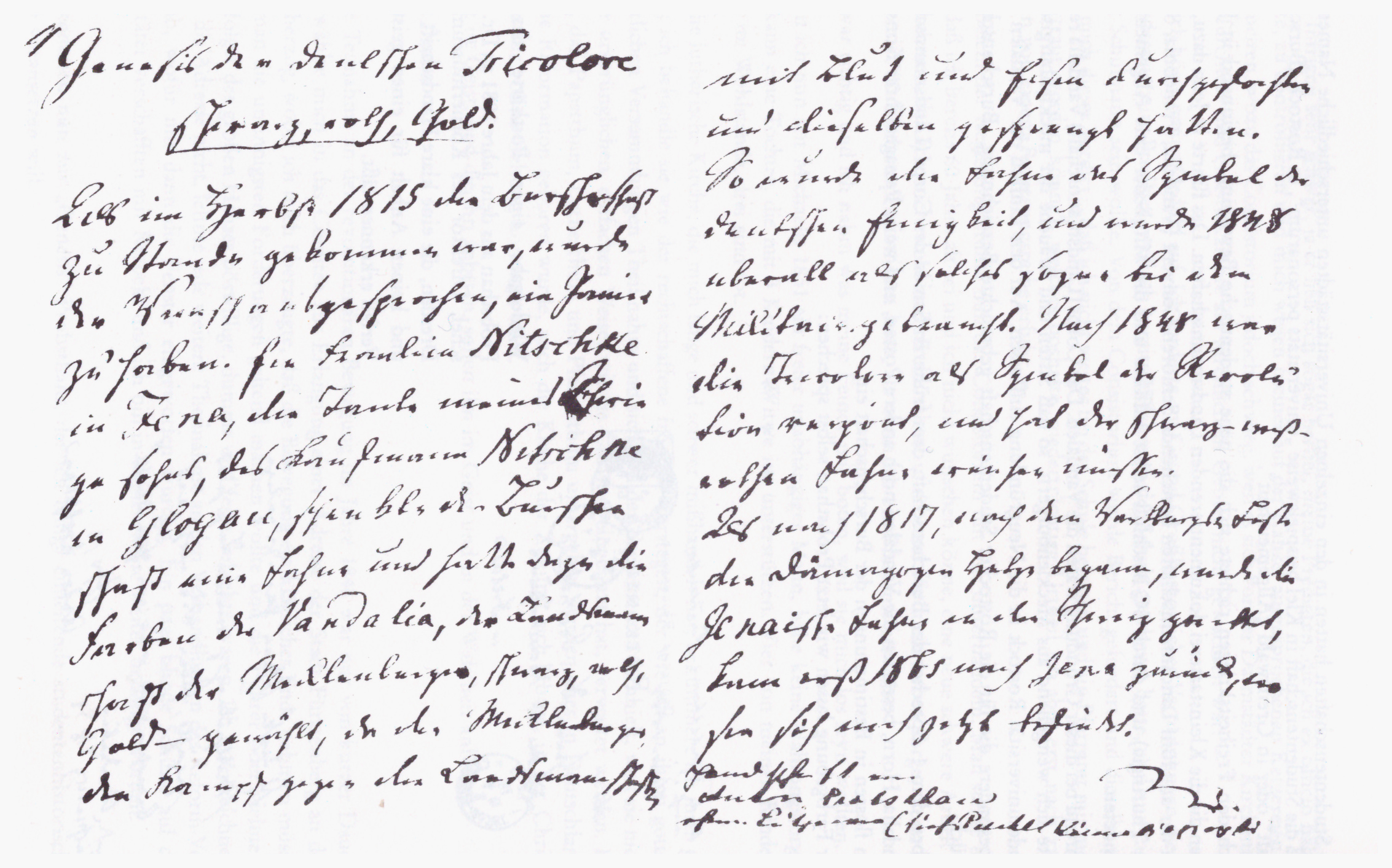
Genesis der deutschen Tricolore

Auch mehr als 100 Jahre nach seinem Tod wird seine handschriftliche und undatierte Genesis der deutschen Tricolore Schwarz-Roth-Gold immer wieder von Historikern erwähnt und zitiert, nachdem sie erstmals Heinrich von Treitschke 1885 im dritten Band seiner Deutschen Geschichte im neunzehnten Jahrhundert (als Fundsache im Körner-Museum) referierte. In diesem Text von zwei Seiten Länge führt Probsthan als Zeitzeuge die Fahne der Urburschenschaft und damit die Farben Schwarz-Rot-Gold nicht auf die Lützower Jäger, sondern auf die Landsmannschaft Vandalia Jena zurück. Diese Aussage steht aber in ihrem Wesenskern im Widerspruch zum Geschichtsverständnis der Burschenschaft. Die Zeilen müssen nach dem Jahr 1865, welches im Text erwähnt wird, und vor Mitte der 1870er Jahre entstanden sein.

## Erinnerung

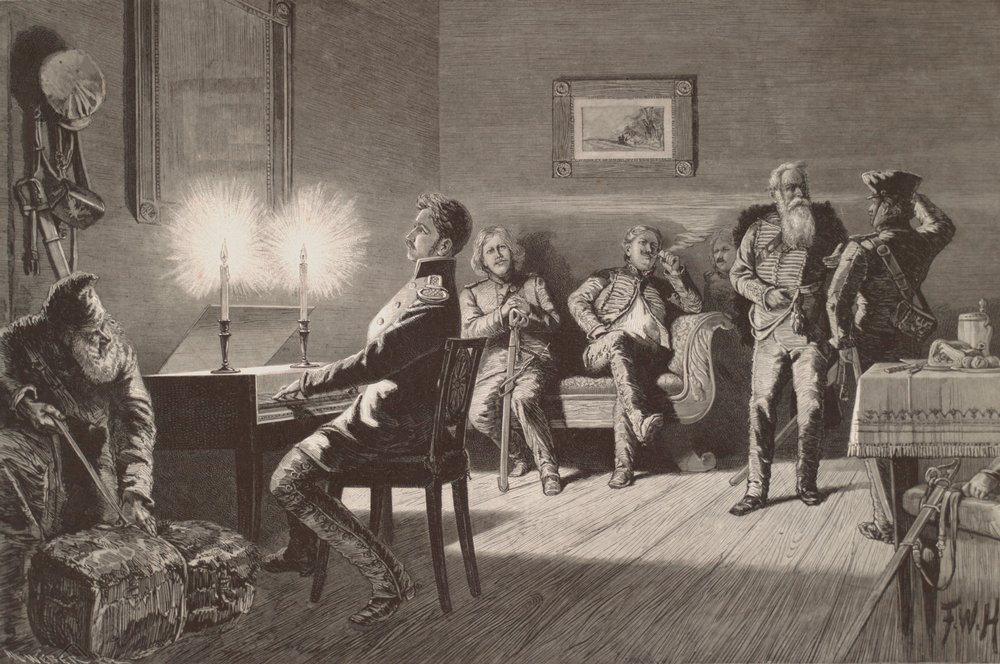
Probsthan (rechts Meldung machend) in einer historistischen Darstellung des Vorabends von Körners Tode auf Gut Gottesgabe bei Schwerin (Stich nach Friedrich Wilhelm Heine um 1880)

An Probsthan erinnert ein Gedenkstein auf dem ehemaligen Friedhof, der heutigen Parkanlage am Bahnhof in Fürstenberg.